# Hawa Mahal
Hawa Mahal je palác v jižní části města Džajpur v Indii. Byl vybudován proto, aby ženy z královské rodiny mohly sledovat pouliční festivaly, aniž by byly vidět (kvůli předpisu „purdah“). Jde o přístavbu ke staršímu paláci, kterou mnozí považují za hlavní vstup, ačkoli jde o zadní trakt. V roce 1799 ho nechal vystavět maharadža Sawai Pratap Singh. Byl navržen architektem Lal Chand Ustadem. Tvar stavby má upomínat na Krišnovu korunu. Pětipodlažní palác má 953 malých oken zdobených složitými mřížemi. Památka má také jemně modelované závěsné římsy. Unikátní je systém přirozené klimatizace založené na Venturiho efektu. Tento systém byl ještě zdokonalen malými fontánami, které jsou umístěny uprostřed každé místnosti. Jako mnoho jiných staveb ve městě, nazývaném často „růžové město“, byl palác postaven z červeného a růžového pískovce. Styl stavby je fúzí hindského rajputu a islámského mughalu. Stavba je v současnosti spravována archeologickým oddělením vlády Radžastánu.